# Рохо, Ана Патрисия
Ана Патрисия Рохо (исп. Ana Patricia Rojo Stein) (13 февраля 1974, Вильяэрмоса, Табаско, Мексика) — мексиканская актриса театра и кино.

## Биография
Родилась в семье актёра Густаво Рохо (1923-2017) и Мисс Перу Кармелы Стейн. В мексиканском кинематографе дебютировала в 1979 году в возрасте 5 лет и с тех пор снялась в 36 работах в кино и телесериалах. Была номинирована 13 раз на различные премии, в 11 из которых победила.

## Фильмография

### Избранные телесериалы
- 1983 — «Проклятие» — Лилиана.
- 1985-2007 — «Женщина, случаи из реальной жизни»
- 1988 — «Сладкое желание» — Мирта Миранда.
- 1995 — «Мария из предместья» — Пенелопа Линарес.
- 1996 — «Ложь во спасение» — Мирейя де ла Мора.
- 1998 — «Живу ради Елены» — Сильвия.
- 1998-99 — «Что происходит с нами?»
- 2000-01 — «Личико ангела» — Николе Ромеро Медрано.
- 2007 — «Чистая любовь» — София Монтальво.
- 2008-09 — «Осторожно с ангелом» — Эстефания.
- 2011-н. в. — «Как говорится» — Анхелика.
- 2013 — «Непокорное сердце» — Раиса.